# Андрющенко Володимир Миколайович
Володи́мир Микола́йович Андрю́щенко (нар. 11 серпня 1969, Дніпро, Дніпропетровська область, УРСР — пом. 26 квітня 2015, Опитне, Ясинуватський район, Донецька область, Україна) — старший сержант Збройних сил України, учасник російсько-української війни, позивний «Прокурор».

## Життєвий шлях
Народився 1969 року в місті Дніпро (на той час — Дніпропетровськ). Закінчив середню школу, пройшов строкову військову службу в Радянській армії.
У зв'язку з російською збройною агресією проти України в лютому 2015 призваний за частковою мобілізацією.
Старший сержант, заступник командира взводу 93-ї окремої механізованої бригади, в/ч А1302, смт Черкаське, Дніпропетровська область. З весни 2015 року брав участь в антитерористичній операції. Був командиром взводного опорного пункту в селищі Опитне Ясинуватського району, неподалік Донецького аеропорту.
Бойовий товариш Микола Панченко: «Він був справжнім чоловіком. До нього приїздили радитися і командир роти, і представники інших підрозділів. Володимир, мені здається, народився військовим».
26 квітня 2015 загинув від смертельного поранення під час мінометного обстрілу опорного пункту в Опитному, відбиваючи вогнем з ДШК атаку піхоти противника, що почала просуватись під прикриттям мінометів.
Похований на Західному кладовищі м. Дніпро.
Без Володимира лишилися батьки, дружина, син і донька.

## Нагороди
- Указом Президента України № 9/2016 від 16 січня 2016 року — за особисту мужність і високий професіоналізм, виявлені у захисті державного суверенітету та територіальної цілісності України, вірність військовій присязі — нагороджений орденом «За мужність» III ступеня (посмертно)[2].

## Вшанування
- В грудні 2015 року у м. Дніпро в Таромському вул. Фрунзе, на якій жив Володимир, перейменовано на вулицю Сержанта Андрющенка[3].
- 2 вересня 2016 року на початку вулиці Сержанта Андрющенка відкрито пам'ятний знак[4][5].